# Michael Scott Rohan
Michael Scott Rohan (ur. 22 stycznia 1951, zm. 12 sierpnia 2018 w Edynburgu) – szkocki pisarz fantasy i science fiction.
Urodził się w rodzinie francusko-szkockiej. Ukończył Edinburg Academy i Oxford University. Debiutował opowiadaniem w 1979 roku. Pierwszą powieść, Run to the Stars, opublikował cztery lata później. Zakres jego twórczości jest dość rozległy. Obok powieści SF i fantasy, Rohan pisywał rozprawy historyczne (np. o epoce wikingów), przewodniki operowe oraz poradniki komputerowe. Zarówno cykl Zima Świata, jak i Spirala, wyszły w Polsce niekompletne z tego względu, że pierwotnie były przewidziane jako trylogie, i jako takie były wprowadzane na rynek przez wydawnictwo Amber.

## Wykaz twórczości

### Zima Świata
- Lodowe kowadło (1986) (ang. The Anvil of Ice)
- Kuźnia w lesie (1987) (ang. The Forge in the Forest)
- Młot Słońca (1988) (ang. The Hammer of the Sun)
- The Castle of the Winds (1998)
- The Singer and the Sea (1999)
- Shadow of the Seer (2001)

Cykl Zima Świata zdobył w 1991 roku nagrodę Williama L. Crawforda.

### Spirala
- W pogoni za porankiem (1990) (ang. Chase the Morning)
- Bramy południa (1992) (ang. The Gates of Noon)
- Zamki w chmurach (1993) (ang. Cloud Castles)
- Maxie's Demon (1997)

### Inne prace
- Run to the Stars (1982)
- First Byte (1983)
- The Lord of Middle Air (1994)

### Wspólnie z Allanem Scottem
- The Hammer and the Cross (1980) (nonfiction)
- The Ice King (1986)
- Rogi Tartarusa & Zaklęcie Imperium (1992) (ang. The Horns of Tartarus & A Spell of Empire)